# Johan Audel
Johan Audel (ur. 12 grudnia 1983 w Nicei) – francuski piłkarz grający na pozycji napastnika, reprezentant Martyniki.

## Kariera klubowa
Pierwsze kroki stawiał w klubie z rodzinnego miasta, czyli OGC Nice. Tam nie zagrał żadnego oficjalnego meczu, potem zaliczył epizody w Lille OSC i FC Lorient oraz Valenciennes FC. W 2010 r. podpisał kontrakt z VfB Stuttgart. W Bundeslidze zadebiutował 22 sierpnia w meczu przeciwko FSV Mainz.
| Sezon   | Klub              | Kraj    | Rozgrywki   | Mecze | Bramki | Europejskie puchary                | Mecze | Bramki |
| ------- | ----------------- | ------- | ----------- | ----- | ------ | ---------------------------------- | ----- | ------ |
| 2004/05 | Lille OSC         | Francja | Ligue 1     | 15    | 2      | Puchar Intertoto Puchar UEFA       | 2 6   | 0      |
| 2005/06 | FC Lorient        | Francja | Ligue 2     | 30    | 8      | –                                  | –     | –      |
| 2006/07 | Lille OSC         | Francja | Ligue 1     | 4     | 1      | kw. do Ligi Mistrzów Liga Mistrzów | 1     | 1 0    |
| 2007/08 | Valenciennes FC   | Francja | Ligue 1     | 23    | 9      | –                                  | –     | –      |
| 2008/09 | Valenciennes FC   | Francja | Ligue 1     | 28    | 7      | –                                  | –     | –      |
| 2009/10 | Valenciennes FC   | Francja | Ligue 1     | 26    | 7      | –                                  | –     | –      |
| 2010/11 | VfB Stuttgart     | Niemcy  | Bundesliga  | 3     | 0      | kw. do Ligi Europy                 | 2     | 0      |
| 2011/12 | VfB Stuttgart     | Niemcy  | Bundesliga  | 0     | 0      | –                                  | –     | –      |
| 2012/13 | VfB Stuttgart     | Niemcy  | Bundesliga  | 0     | 0      | –                                  | –     | –      |
| 2013/14 | FC Nantes         | Francja | Ligue 1     | 11    | 1      | –                                  | –     | –      |
| 2014/15 | FC Nantes         | Francja | Ligue 1     | 24    | 3      | –                                  | –     | –      |
| 2015/16 | FC Nantes         | Francja | Ligue 1     | 29    | 2      | –                                  | –     | –      |
| 2016/17 | Beitar Jerozolima | Izrael  | Ligat ha’Al | 14    | 0      | kw. do Ligi Europy                 | 2     | 0      |